# 2730 Barks
2730 Barks là một tiểu hành tinh được phát hiện bởi Ted Bowell năm 1981. Tiểu hành tinh được đặt tên theo tên nhà văn chuyên viết sách khôi hài là Carl Barks, người đã viết cuốn sách "Island in the Sky" (Hòn đảo trên bầu trời) về một chuyến phiêu lưu của chú Scrooge.